# Mihai Ștețca
Mihai Ștețca (n. 7 martie 1981, România) este un fost jucător român de fotbal care a evoluat la FC Olimpia Satu Mare, evoluând în trecut la echipe din prima liga din Romania, precum Gaz Metan Mediaș, FCM Târgu-Mureș, CS Turnu Severin. A jucat pe prima scena fotbalistica 147 de partide. El a evoluat pe postul de portar.